# Fritz Fischer (Radsportler)
Fritz Fischer (* 30. Juli 1896 in Köln; † 20. Jahrhundert) war ein deutscher Radrennfahrer und nationaler Meister im Radsport.

## Sportliche Laufbahn
Fischer war im Straßenradsport aktiv. 1914 gewann er Rund um Köln bei den Amateuren vor Alfred Groß. Von 1921 bis 1929 war er Berufsfahrer. 1923 siegte er erneut bei Rund um Köln im Profirennen vor Richard Huschke. Das Rennen der Amateure gewann sein jüngerer Bruder Hermann Fischer. 1921 wurde er Dritter der Deutschen Meisterschaft im Straßenrennen. Berlin–Cottbus–Berlin 1921 beendete er hinter Wilhelm Siewert als Zweiter. 1923 wurde er Dritter im Großen Sachsenpreis.